# Emma Marrone
Emma (n. Emmanuela Marrone pe 25 mai 1984 în Florența) este o cântăreață italiană de muzică pop-rock/soul care a obținut notorietate în anul 2010, odată cu câștigarea emisiunii-concurs Amici di Maria De Filippi.

## Discografie
Albume de studio
- Oltre (EP) 2010
- A me piace così (2010)
- Sarò libera (2011)
- Schiena (2013)